# Olympische Sommerspiele 1968/Teilnehmer (Indien)
| Gelbes Symbol für Goldmedaillen mit stilisierten Olympischen Ringen | Graues Symbol für Silbermedaillen mit stilisierten Olympischen Ringen | Braundes Symbol für Bronzemedaillen mit stilisierten Olympischen Ringen |
| ------------------------------------------------------------------- | --------------------------------------------------------------------- | ----------------------------------------------------------------------- |
| —                                                                   | —                                                                     | 1                                                                       |

Indien nahm an den Olympischen Sommerspielen 1968 in Mexiko-Stadt mit einer Delegation von 25 männlichen Athleten an elf Wettkämpfen in fünf Sportarten teil. Die Hockeymannschaft der Männer sicherte sich die Bronzemedaille.

## Teilnehmer nach Sportarten

### Gewichtheben
- Mohon Lal Ghosh
Federgewicht: 15. Platz

### Hockey
- Bronze 
Tarsem Singh
Prithipal Singh
Jagjit Singh
Harmik Singh
Harbinder Singh
Gurbux Singh
Gogi Singh
Balbir Singh
Balbir Singh
Balbir Singh
Ajitpal Singh
Munir Sait
Inam-ur Rahman
V. J. Peter
Krishnamurty Perumal
Rajendra Christy

### Leichtathletik
Männer
- Bhim Singh
Hochsprung: 17. Platz

- Praveen Kumar
Hammerwurf: 20. Platz

### Ringen
Männer
- Sudesh Kumar
Fliegengewicht, griechisch-römisch: in der 2. Runde ausgeschieden
Fliegengewicht, Freistil: 6. Platz

- Bishambar Singh
Bantamgewicht, Freistil: in der 5. Runde ausgeschieden

- Udey Chand
Leichtgewicht, Freistil: 6. Platz

- Mukhtiar Singh
Weltergewicht, Freistil: in der 2. Runde ausgeschieden

### Schießen
- Karni Singh
Trap: 10. Platz
Skeet: 28. Platz

- Randhir Singh
Trap: 17. Platz